# Trafic d'armes
Pour les articles homonymes, voir Trafic.
Pour l’article ayant un titre homophone, voir Traffic.

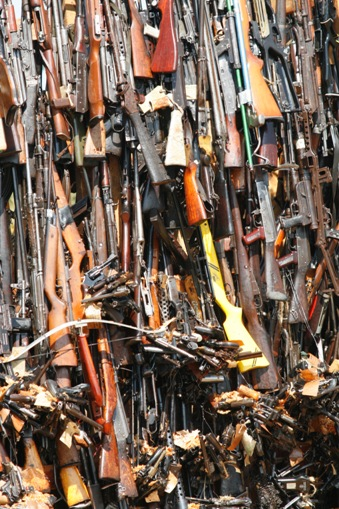
Armes illégales, confisquées et destinées à être détruites, à Nairobi, Kenya

Le trafic d'armes consiste à approvisionner en armes et/ou en munitions une entité (groupe combattant, association criminelle, État) en violant les réglementations internationales ou nationales sur les ventes d'armes. Sa définition reste floue, nombre de ventes d'armes se faisant sur le « marché gris » de l'armement.
Selon l'ONU, le trafic d'armes est l'une des quatre activités illégales les plus lucratives avec le trafic de drogues, le trafic de médicament et la prostitution[réf. nécessaire]. Le marché international du trafic d'armes est évalué à 1 200 milliards de dollars par an. En 2004, on estimait à 500 millions le nombre d’armes légères en circulation dans le monde, armes qui ne font l'objet d'aucun traité international – dont plus de 100 millions en Afrique, soit une arme pour 12 personnes.

## Ventes illégales
Voir aussi : Industrie de l'armement.
La Russie arrive en tête des exportations d'armes, avec 31 % des exportations, suivi par les États-Unis (30 %), la France (9 %), l'Allemagne (6 %), Le Royaume-Uni (4 %) et l’Ukraine (2 %)[réf. nécessaire].
Les armes représentent un pan important de l'économie mondiale. Ainsi, elles représentaient 4,4 % des exportations totales françaises entre 1980 et 1988 et 4,8 % pour le Royaume-Uni.
En 2005, le rapport annuel du Congrès des États-Unis sur les ventes d'armes dans le monde a estimé qu'en 2004, la valeur totale des contrats de ventes d'armes (et tous services associés) à travers le monde était de 37 milliards de dollars, alors qu'elle était l'année précédente de 28,5 milliards de dollars. En 2000 elle atteignit 42,1 milliards de dollars. Si on considère non plus les contrats, mais les livraisons, la valeur pour 2004 est de 34,8 milliards de dollars, à peu près stable en monnaie constante depuis 2000[réf. nécessaire].
Par contre, l'organisme Stockholm International Peace Research Institute évalue le volume mondial des transactions à environ 34 milliards de dollars en 2000 et 50 milliards en 2004. Entre 2002 et 2006 les ventes d’armement du Nord vers le Sud ont augmenté de 50 %.

## Réglementation contre le trafic d'armes
16 états seulement ont adopté une réglementation pour l’enregistrement, l’homologation des courtiers en armes et la répression des transactions illicites. Plusieurs régimes multilatéraux de contrôle des exportations sont en cours pour limiter la prolifération de technologies à usage militaire.

### «Marché gris» de l'armement et problèmes de définition de trafic illégal
Nombre de ventes d'armes effectuées par des états souverains se font sur le marché « gris », à la frontière du légal et de l'illégal. Ainsi, le Royaume-Uni autorisait des ventes de matériel de guerre à des pays dont il avait condamné le non-respect des droits de l’homme, comme l’Indonésie, le Népal et l’Arabie saoudite, et alors que les directives sur les exportations d’armes stipulent que les autorisations seront refusées s’il existe « un risque manifeste qu’elles puissent être utilisées à des fins de répression interne ».
Selon le rapport Small Arms Survey (2007) : « Les transferts autorisés peuvent enfreindre le droit international, les règles et les coutumes – y compris les normes juridiques relatives au respect des droits de l’homme ou aux conflits internationaux. Les transferts peuvent également être irresponsables en raison du risque accru de détournement vers des destinataires non autorisés ». […] Au moins 60 États ont effectué ce qui pourrait être raisonnablement assimilé à des envois d’armes légères irresponsables vers 36 pays pendant la période 2002–2004.
Les gouvernements européens ont ainsi autorisé les marchands d’armes à commercer avec des pays peu scrupuleux comme le Soudan, l'Angola en guerre civile (qui soutenait les rebelles ougandais de la Lord Resistance Army), le Yémen, mais aussi la Chine, le Zimbabwe et la Birmanie, pourtant tous trois sous embargos européens. D'autres embargos de l'ONU, visant le Liban, la Somalie et le Soudan ont été violés en 2006.
Amnesty International a dénoncé en juin 2002 la Russie, la France, l’Italie, le Royaume-Uni et l’Allemagne, en les accusant d'avoir livré des armes à des pays d’Afrique où d’importantes violations des droits de l’homme avaient été observées. D’après le Baromètre 2007 de la transparence du commerce des armes légères, les grands exportateurs d’armes légères les plus transparents sont les États-Unis, la France, l’Italie, la Norvège, le Royaume-Uni et l’Allemagne. Les moins transparents sont la Bulgarie, la Corée du Nord et l’Afrique du Sud[source insuffisante].

### Belgique
Le port d'Anvers est l'une des plaques tournantes européennes du trafic d'armes.
La loi Onkelinx, votée en juin 2006, vise à un meilleur recensement des armes en Belgique, alors qu'une arme sur deux n'y est pas enregistrée. Elle semble avoir frappé principalement les détenteurs d'armes historiques acquises par héritage ou peu usitées, plutôt que les criminels.
Soutenue depuis 2004 par le gouvernement de la Région wallonne, la « cellule de veille » tenue par le Groupe de Recherche et d'Information sur la Paix (GRIP) étudie les réglementations et les politiques belges et européennes relatives au contrôle des armements et des biens et technologies à double usage ; les initiatives internationales de contrôle des armements ; le contrôle exercé à travers, entre autres, le marquage et le traçage, le contrôle des munitions, la détention civile d’armes ; les évolutions technologiques et industrielles dans le secteur de l’armement ; les données socio-économiques sur la production et le commerce d’armes en Belgique et dans le monde. Le GRIP maintient également à jour des bases de données sur les transferts d’armes de la Belgique et sur l’industrie belge de l’armement.
Sommairement, la Belgique soumet toute exportation d'armes à un régime de licences délivrées par le gouvernement régional. Ces délivrances de licences sont conditionnées : par exemple, la réglementation belge interdit le commerce des armes avec un pays en guerre. En août 2002, la vente de 5 500 mitrailleuses au Népal malgré la lutte armée sévissant sur son sol a soulevé un important débat. Ce débat a débouché sur la régionalisation de la compétence[réf. nécessaire].

### États-Unis
Le trafic d'armes est régi par l'Arms Control Export Act, au nom duquel ITT Corporation a été condamné en 2007 à une amende de 100 millions de dollars pour des exportations à destination de la Chine, de Singapour et du Royaume-Uni.

### France
Interdiction à une entreprise ou un commerçant d'exporter des armes sans l'aval du gouvernement.

### Vers un traité international sur les ventes d'armes?
En plus des réglementations commerciales, des ONG (Oxfam, Amnesty International et IANSA) ont lancé en 2002 une campagne internationale, Control Arms, destinée à obtenir un traité international sur le commerce des armes. Aucun traité n'interdit le commerce d'armes légères.
Le 7 décembre 2005, une majorité de l’Assemblée générale des Nations unies s'est prononcée en faveur d’un traité international visant à interdire les transferts d’armes qui alimentent les conflits, la pauvreté et les graves atteintes aux droits humains (153 gouvernements ont soutenu la mesure, 24 se sont abstenus, et un, les États-Unis, a voté contre). Un groupe d’experts gouvernementaux doit à présent établir la trame d’« un instrument exhaustif et contraignant fixant des normes internationales communes pour l’importation, l’exportation et le transfert d’armes classiques »[réf. nécessaire].
La Journée internationale de la destruction des armes légères, lancée par les Nations unies en 2001, a lieu le 9 juillet de chaque année.

## Provenance des armes illégales
Les pays occidentaux, le Moyen-Orient, Israël, le Chili de Pinochet, l'Afrique du Sud - principalement sous le régime d'apartheid - ainsi que les pays de l'ex-URSS (Russie, Biélorussie, Ukraine), ont été la source d'importants trafics. Ces ventes illégales ont été à l'instigation de trafiquants ou de bandes organisées, mais aussi d'États souhaitant exporter des armes contre les règles internationales. Le trafic d'armes est un instrument essentiel des proxy wars, ou guerres menées par des intermédiaires, reconnu en 1994 par le président Bill Clinton comme un outil essentiel de la politique étrangère des États-Unis. La guerre Iran-Irak (1980-1988), où les deux adversaires étaient approvisionnés par des pays occidentaux, parfois les mêmes (France, Bulgarie, URSS, etc.), en est un exemple, ainsi que la guerre du Biafra (1967-1970), où l'aide humanitaire sert de couverture à l'approvisionnement d'armes, par Paris, de la République autoproclamée du Biafra.
Après la fin de la Guerre froide et de l'effondrement des systèmes étatiques en Europe de l'Est, d'importants stocks d'armes ont été dispersés par une partie de l'ancien appareil d'État. Entre 1982 et 1992, 32 milliards de dollars d'armes ont été ainsi dérobés dans la seule Ukraine[source insuffisante]... Parmi les autres pays accusés de légèreté en ce domaine, figurent la Bulgarie, avec la firme d'État Kintex, accusée d'avoir violé de nombreux embargos,, l'Algérie, l'Inde et le Pakistan[réf. nécessaire].
Ensuite, une partie des armes illégales provient de vols ou de pertes ; environ un million d’armes sont perdues ou volées chaque année, y compris par des forces de sécurité internationales. Il s'agit de la source principale des armes de la criminalité (braquage).
Des troupes de l'ONU ont été impliquées dans ce trafic, au Congo.
Selon Small arms survey 2001[source insuffisante], les armes illégales représentent 10 à 20 % du nombre total d'armes. Seuls trente à quarante pays dans le monde disposent de réglementations spécifiques sur la vente d'armes.

## Destination des armes illégales
Dans les années 1990, l'accroissement des conflits localisés, mettant aux prises des armes irrégulières, a favorisé l'essor de la demande. De plus, l'accroissement des règles internationales (embargo international sur les armes sur un pays, renforcement des contrôles…) ont favorisé la demande d'armes livrées illégalement.
Pour la plupart les échanges se font par voies maritime et aérienne, en camouflant les transports et en falsifiant la nature des cargaisons, avec ou sans complicités officielles.
La réglementation internationale oblige chaque exportation, importation et fret d'armes à être accompagnée d'un document précisant l'expéditeur et le destinataire (en France, toute vente d'armes par une entreprise est soumise à l'autorisation de l'État). Une technique de fraude consiste à l'achat d'armes légalement par un État, qui les réexpédie illégalement ensuite ; la Chine a ainsi été critiquée à plusieurs reprises, notamment lors de la vente de 50 hélicoptères par la France[source insuffisante].
Entre 1997 et 2007, les Nations unies ont imposé 13 embargos sur les armes, tous enfreints, avec des missions d'enquêtes et de contrôles aux moyens insuffisants[réf. nécessaire].

## Impact du trafic d'armes et la diffusion des armes légères
Selon Small arms survey 2001, une personne meurt tuée par une arme toutes les minutes. 15 armes sont produites à la minute[réf. nécessaire].
L'impact du trafic d'arme est très important : 500 000 civils et militaires meurent chaque année tués par des armes légères et les blessés et mutilés sont innombrables. Selon le rapport Small Arms Survey de juillet 2007, 650 des 850 millions de petites armes à feu sur terre (76,5 %) sont en fait détenu par des civils, le reste l'étant par les diverses armées et forces de l'ordre.

## Filmographie
- 1973 : Je sais rien, mais je dirai tout de Pierre Richard
- 1978 : La Raison d'État d'André Cayatte
- 1983 : Le Coup du siècle de William Friedkin
- 2002 : Aram de Robert Kechichian
- 2004 : Le Cauchemar de Darwin (Darwin's Nightmare) d'Hubert Sauper
- 2005 : Lord of War de Andrew Niccol, avec Nicolas Cage.
- 2006 : Documentaire Arte Armes, trafic et raison d'État de Paul Moreira et David André.
- 2007 : Le Code de l'apocalypse (Код Апокалипсиса) de Vadim Chmelev
- 2008 : Guns de David Sutherland
- 2009 : Une affaire d'État d'Éric Valette
- 2012 : Mains armées de Pierre Jolivet
- 2013 : The Agent de Ryoo Seung-wan
- 2015 : 600 Miles de Gabriel Ripstein
- 2016 : War Dogs de Todd Phillips
- 2017 : Riviera, série télévisée de Neil Jordan